# Palojärv
Palojärv (est. Palojärv (Preeksa Palojärv)) – jezioro w Estonii, w prowincji Võrumaa, w gminie Misso. Położone jest na północ od wsi Pulli. Ma powierzchnię 11,5 ha, linię brzegową o długości 1601 m, długość 550 m i szerokość 360 m. Sąsiaduje z jeziorami Immaku, Saarjärv, Kändrä järv, Kogrõjärv, Preeksa. Z jeziora wypływa rzeka Kuura.